# مگس گیلاس
مگس گیلاس (نام علمی: Rhagoletis cerasi)، گونه‌ای مگس طاووسی است. این مگس از مهم‌ترین آفت محصول گیلاس اروپا است.

## نگارخانه

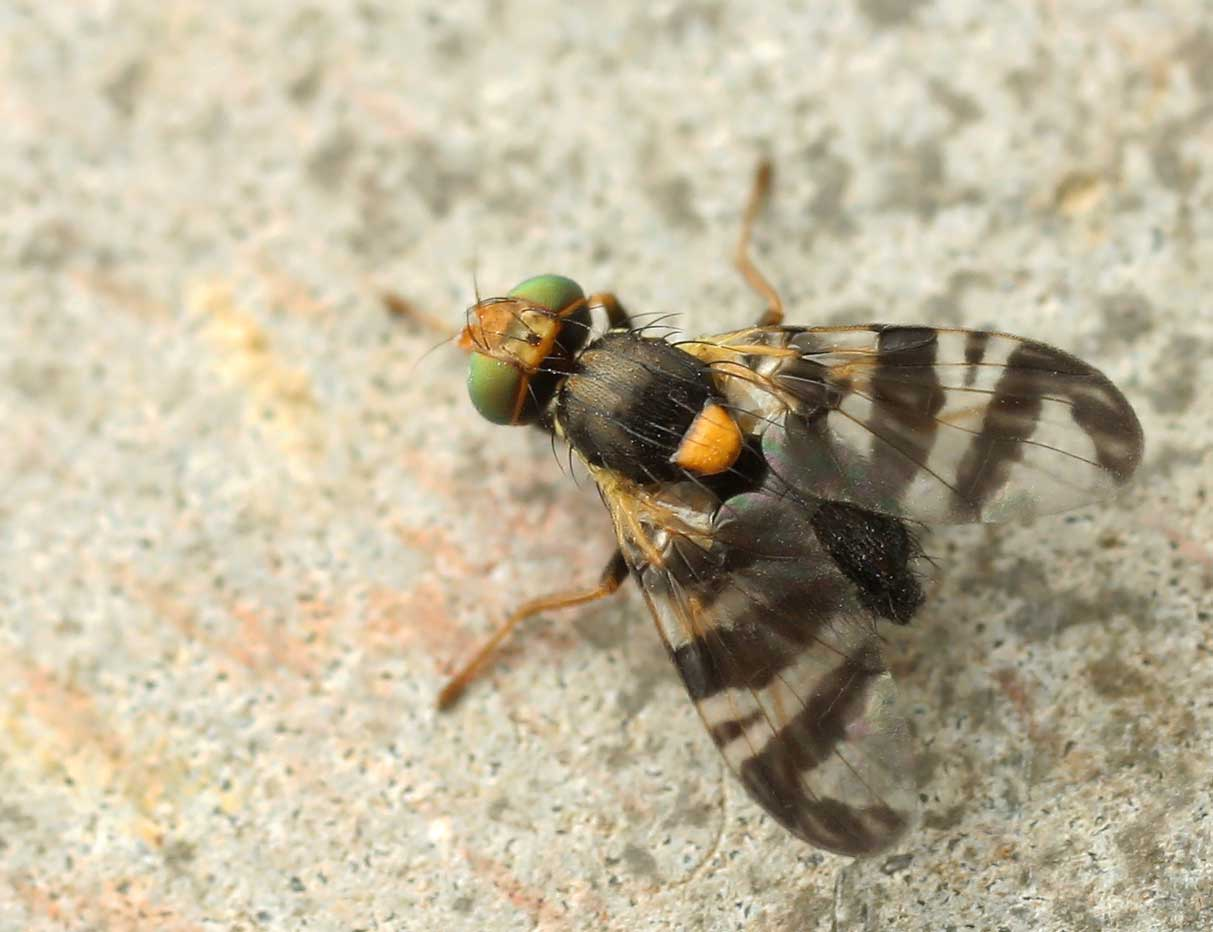
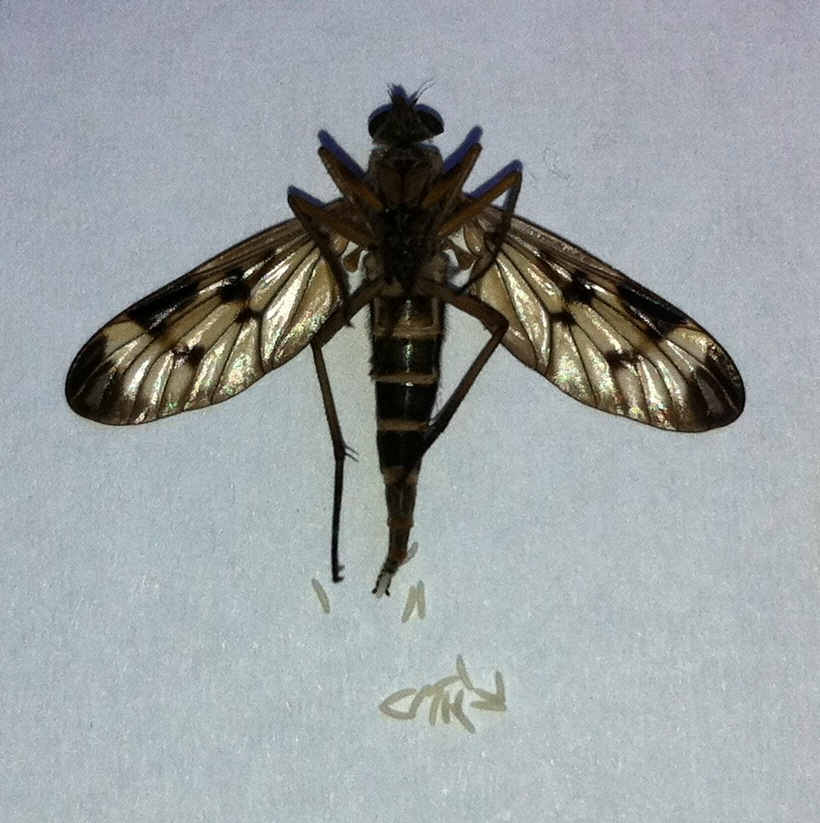
لارو اغلب در گیلاس یافت می‌شود
- ویدئو